# Camp Swift
Camp Swift is een plaats (census-designated place) in de Amerikaanse staat Texas, en valt bestuurlijk gezien onder Bastrop County.

## Demografie
Bij de volkstelling in 2000 werd het aantal inwoners vastgesteld op 4731.

## Geografie
Volgens het United States Census Bureau beslaat de plaats een oppervlakte van
31,3 km², waarvan 30,9 km² land en 0,4 km² water.

## Plaatsen in de nabije omgeving
De onderstaande figuur toont nabijgelegen plaatsen in een straal van 24 km rond Camp Swift.